# Comportamiento prosocial
Los actos que realiza un individuo y que favorecen a otra personan suelen ser denominados comportamiento prosocial, pero también comportamiento de ayuda o comportamiento altruista. Aunque en un principio pueda parecer que las tres denominaciones hacen referencia a un mismo concepto, hay que tener en cuenta que existen diferencias entre ellas.
- Comportamiento prosocial: En esta categoría podríamos incluir todos aquello actos valorados positivamente. Obviamente se trata de una categoría amplia, pues se refiere a todo comportamiento que tiene consecuencias sociales positivas y que puede contribuir al bienestar físico y psicológico de otras personas (Wispé, 1972). Dentro de esta categoría podríamos incluir el altruismo, la caridad, la cooperación, el auxilio... Hay 3 criterios para considerar que una acción es prosocial:[2]
  - El acto llevado a cabo tiene que suponer un beneficio para una o más personas.
  - La persona que ha llevado a cabo esa conducta no esta obligada a realizarla.
  - La conducta debe ser llevada a cabo sin esperar nada a cambio y sin ser solicitada por la otra persona o por las otras personas.
- Comportamiento de ayuda: Subcategoría del comportamiento prosocial. Hace referencia a un acto intencional que beneficia a otro (individuo) u otros (grupo). Existe un componente deliberado de ayuda a otra persona.
- Altruismo: Subcategoría del comportamiento de ayuda. Es un acto motivado por el deseo de beneficiar a otro más que a sí mismo (Bastón y Coke, 1981; Macaulay y Berkowitz, 1970). Se considera que el altruismo verdadero es completamente desinteresado, aunque es un elemento difícil de demostrar, ya que siempre puede existir algún tipo de recompensa que se asocie con este comportamiento, como sentirse bien con uno mismo. Es decir, los motivos y las recompensas pueden tener un carácter interno.

Diferencias entre altruismo y comportamiento prosocial:
- el animo de lucro: en el altruismo, no se espera a cambio nada, entonces es sin animo de lucro, a diferencia de la conducta prosocial que puede esperarse algo a cambio ( un gracias, propina... ; es decir; se pude esperar un beneficio ajeno.
- la conducta suele ser general y en el altruismo suele ser una acción especifica.
- importancia: desde el punto de vista prosocial, la importancia se enfoca sobre el efecto causado. En el altruismo no, esta corriente le de importancia a la intención.
La investigación del comportamiento prosocial se desarrolla a partir de finales de los años 1950, teniendo el evento del asesinato de Kitty Genovese en Nueva York en 1964 como el evento más claramente responsable del impulso de la investigación en este campo y más específicamente en la investigación de los espectadores.
Existen dos enfoques sobre el origen y la naturaleza de esta conducta social:
- Teorías evolucionistas (enfoque biológico). Teoría controvertida y no respaldada por todos los investigadores, surge un debate sobre son los factores genéticos o los ambientales los que influyen en la conducta humana. se ve determinada por el desarrollo cognitivo y moral. para conocer realizar conductas pro-sociales, debemos de conocer al otro y al aquello que le rodea (lo que en mi cultura esta bien visto y agradecido, puede no estarlo en la suya)
- Teorías del Aprendizaje Social: Bandura, señala que cualquier comportamiento social no es innato, sino que es aprendido de modelos apropiados.

### Factores determinantes del comportamiento prosocial[3]
Es importante entender por qué algunas personas suelen ser más propensas que otras a ayudar a los demás, esto se debe a los siguientes factores: 
- La empatía: Las personas que tienen mucha empatía suelen ser más sensibles a las necesidades de los demás y están más dispuestas a echar una mano cuando alguien lo necesita. 
- La moralidad: Los valores morales y éticos de una persona también influyen en su disposición a participar en comportamientos prosociales. 
- Identificación con el grupo: La identificación es uno de los factores más importantes ya que esto puede motivar a las personas a participar en comportamientos prosociales en beneficios de ese grupo. Esto se debe a que la cohesión grupal y el sentido de pertenencia pueden aumentar la disposición de las personas a ayudar a otros miembros del grupo. 
No solo existen estos factores sino otros muchos más como la crianza, la educación o incluso la cultura que pueden influir de manera importante en los comportamientos prosociales. Entender cómo estos factores influyen es crucial para promover una sociedad más solidaria y colaborativa. 